# Massachusetts
Massachusetts (wym. /ˌmæsəˈtʃuːsɪts/ⓘ; pełna nazwa: Commonwealth of Massachusetts, „Wspólnota Massachusetts”) – jeden ze stanów USA, położony w regionie Nowej Anglii na wybrzeżu Oceanu Atlantyckiego.
Na północy graniczy ze stanem New Hampshire oraz stanem Vermont, na zachodzie ze stanem Nowy Jork, a na południu z Connecticut i Rhode Island. Rzeźba terenu wyżynno-górska na zachodzie (Appalachy), niziny na wybrzeżu; urozmaicona linia brzegowa. Ponad dwie trzecie populacji zamieszkuje obszar metropolitalny Wielkiego Bostonu.
Nazwa stanu pochodzi od nazwy plemienia indiańskiego i oznacza „lud wysokich wzgórz” lub „miejsce wielkiego wzgórza”.

## Historia
- 1620 – przybycie grupy protestanckich osadników na pokładzie statku „Mayflower” i założenie kolonii Massachusetts Bay.
- 1689 – rewolta bostońska przeciwko władzom Dominium Nowej Anglii.
- 1770 – w Bostonie doszło do starcia protestujących mieszkańców z żołnierzami angielskimi, zginęło pięciu demonstrantów (masakra bostońska).
- 1773 – w bostońskim porcie grupa kolonistów wdarła się na angielskie statki z ładunkiem herbaty i wyrzuciła ją do morza (tzw. herbatka bostońska).
- 1775 – w Lexington i Concord pod Bostonem doszło do pierwszych starć zbrojnych między oddziałami angielskimi a oddziałami amerykańskimi (rewolucja amerykańska).
- 6 lutego 1788 – data ratyfikacji Konstytucji.
- 10 maja 1966 – został zniesiony zakaz rozpowszechniania środków zapobiegających ciąży i materiałów informacyjnych dotyczących kontroli urodzin.
- 18 listopada 2003 – Massachusetts jako pierwszy stan USA zalegalizował małżeństwa osób tej samej płci.
- 8 listopada 2016 – mieszkańcy stanu opowiedzieli się za zniesieniem zakazu posiadania marihuany – od 15 grudnia 2016 każdy może uprawiać i mieć przy sobie ograniczone ilości suszu konopnego, a w 2017 roku władze stanowe zaczęły wydawać przedsiębiorcom licencje na sprzedaż marihuany w sklepach i lokalach[4].

## Geografia
- Klimat: umiarkowany, w głębi lądu chłodniejszy i bardziej suchy
- Główne rzeki: Connecticut
- Najwyższe wzniesienie: Mount Greylock, 1064 m n.p.m.[5]
- Liczba parków stanowych: 129 (rok 2000)

### Miasta
Na terenie stanu Massachusetts znajduje się 58 miast (city), w tym 9 o liczbie ludności przekraczającej 100 000 (2022 r.).
Lista:

- Boston (650 706)
- Worcester (205 319)
- Springfield (154 064)
- Cambridge (118 488)
- Lowell (113 608)
- Brockton (104 826)
- Quincy (101 727)
- Lynn (100 891)
- New Bedford (100 682)
- Fall River (93 682)
- Lawrence (87 954)
- Newton (87 381)
- Somerville (79 762)
- Framingham (70 963)
- Haverhill (67 153)
- Medford (65 399)
- Malden (64 712)
- Waltham (64 065)
- Taunton (59 922)
- Revere (58 528)
- Weymouth (57 410)
- Chicopee (54 980)
- Peabody (53 896)
- Methuen (53 241)
- Barnstable (49 532)
- Everett (49 350)
- Attleboro (46 601)
- Salem (44 722)
- Leominster (43 646)
- Pittsfield (43 310)
- Beverly (42 235)
- Fitchburg (41 502)
- Woburn (41 248)
- Marlborough (40 971)
- Westfield (40 535)
- Amherst (40 059)
- Chelsea (38 637)
- Braintree (38 567)
- Holyoke (37 720)
- Watertown (35 022)
- Randolph (34 530)
- Franklin (33 656)
- North Attleborough (30 930)
- Gloucester (29 836)
- Northampton (29 327)
- Melrose (29 155)
- Bridgewater (28 780)
- West Springfield (28 501)
- Agawam (28 393)
- Gardner (20 902)
- Newburyport (18 662)
- Winthrop (18 510)
- Greenfield (17 656)
- Southbridge (17 619)
- Amesbury (17 179)
- Easthampton (16 045)
- North Adams (12 777)
- Palmer (12 337)

## Religia
Dane z 2014 r.:
- katolicy – 34%,
- brak religii – 32% (w tym: 7% agnostycy i 5% ateiści),
- protestanci – 21% (głównie: kalwini, anglikanie, baptyści, bezdenominacyjni, metodyści i zielonoświątkowcy),
- żydzi – 3%,
- prawosławni – 1%,
- pozostałe religie – 9% (w tym: unitarianie, buddyści, mormoni, muzułmanie, świadkowie Jehowy, hinduiści i bahaiści[8]).

## Symbole stanu
- Dewiza: Ense Petit Placidam Sub Libertate Quietem (łac.) – „Mieczem szuka spokoju w wolności”
- Symbole: wiąz amerykański, sikora, biedronka i inne

## Podział administracyjny
Stan Massachusetts podzielony jest na 14 hrabstw, z których największe pod względem liczby mieszkańców jest hrabstwo Middlesex, a największe pod względem powierzchni całkowitej jest hrabstwo Worcester.

## Gospodarka i bogactwa naturalne

### Rolnictwo
- główne uprawy: warzywa, żurawina
- hodowla: konie

### Przemysł
Elektroniczny, elektrotechniczny, maszynowy, poligraficzny.

## Uczelnie
- Massachusetts Institute of Technology (MIT) – jedna z najlepszych uczelni technicznych na świecie
- Uniwersytet Harvarda – jeden z najlepszych uniwersytetów na świecie

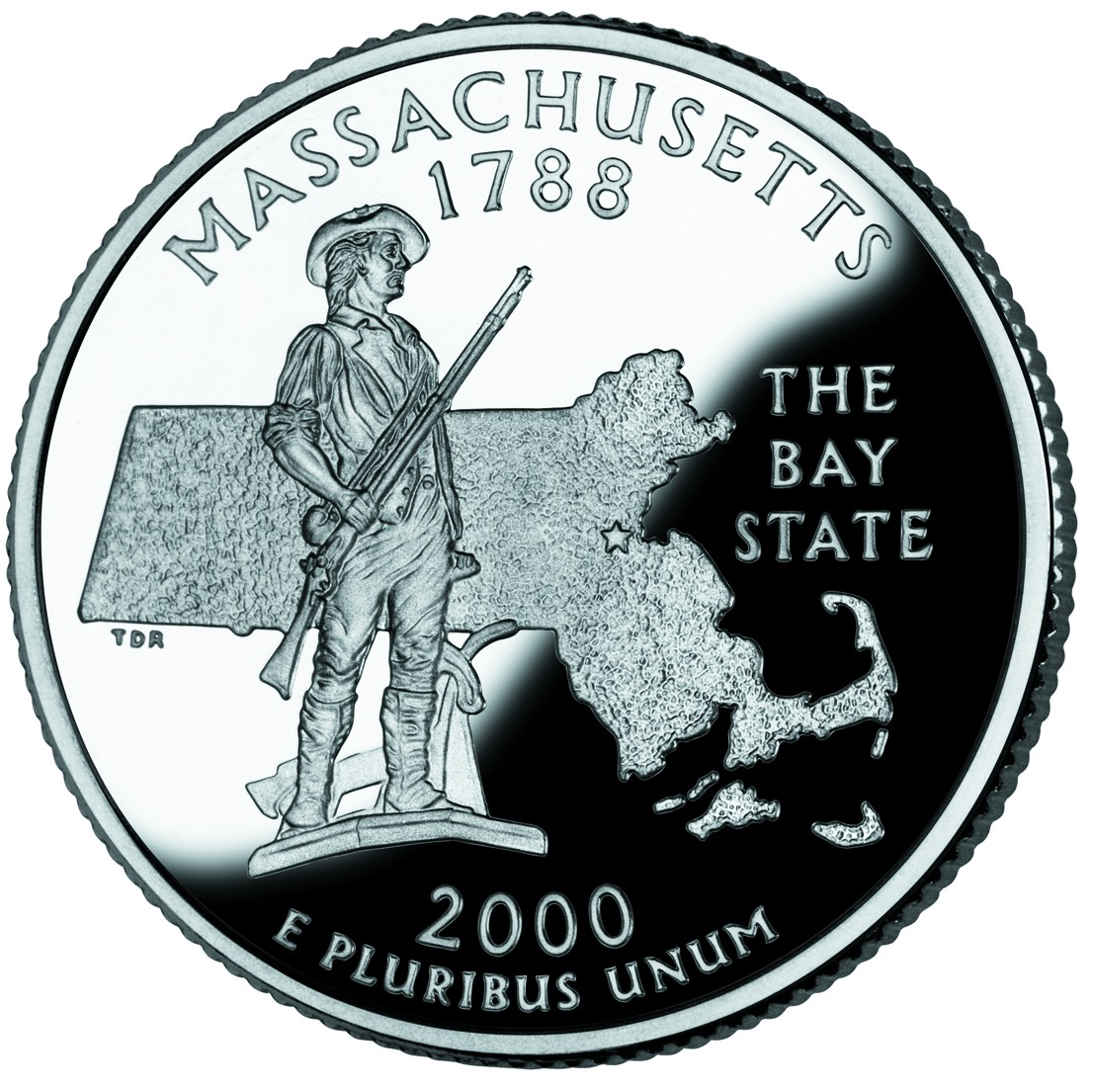
25 centów – rewers z symbolami i przydomkiem stanu

- Boston University
- Clark University
- Boston College
- Northeastern University
- Berklee College of Music
- University of Massachusetts
- Tufts University
- Wellesley College
- Emerson College